# Polystichum aleuticum
Polystichum aleuticum là một loài dương xỉ bị đe dọa thuộc chi Polystichum, đặc hữu đảo Adak, Alaska, một hòn đảo hẻo lánh thuộc quần đảo Aleut ở Bắc Thái Bình Dương. Tính đến năm 1992, chỉ còn 112 cá thể ngoài tự nhiên.
Đây là loài thực vật bản địa duy nhất nằm trong danh sách loài bị đe dọa cấp liên bang. Do có chưa tới 150 mọc dại, rất khó bắt gặp loài này. Nó được công nhận là loài bị đe dọa từ năm 1988. Polystichum aleuticum được mô tả năm 1938, nhưng phải tới năm 1975 một quần thể mới được định vị trên núi Reed, đảo Adak. Quần thể thứ 2, 3, 5 (tất cả đều trên núi Reed) được định vị lần lượt năm 1988, 1993, và 1999. Những cuộc tìm kiếm từ đó không dò ra được quần thể nào khác nữa.